# Манассия де Йерж
Манассия де Йерж (фр. Manassès de Hierges; р. не позднее 1115 — 8 января 1176) — влиятельный барон, коннетабль Иерусалимского королевства в XII веке.

## Биография
Сын Годиерны де Ретель и Эрибранда де Йерж; Годиерна была сестрой Балдуина II, короля Иерусалима. Прибыл в Иерусалим в 1140 году и был назначен коннетаблем королевства (высший придворный титул) своей кузиной, королевой Мелисендой, после смерти её мужа Фулька Анжуйского в 1143 год]. Как коннетабль, он командовал армией и был послан снять осаду с Эдессы в 1144 году, однако опоздал и Эдесса была захвачена Занги.
В 1148 году в Иерусалим прибыли участники Второго крестового похода. Манассия участвовал на совете в Акре, на котором было принято решение атаковать Дамаск, однако операция провалилась и силы крестоносцев были рассеяны. Около 1150 года он женился на Эльвис из Рамлы, вдове Барисана Д’Ибелин, утвердившись на Востоке не только через родственные связи, но и за счёт земель и денег; он управлял лордствами Рамла и Мирабель и, фактически, всей южной частью Палестины, кроме лордства Ибелин, которое перешло к сыну Барисана и Эльвис, Гуго Д’Ибелин.
Согласно Гийому Тирскому, Манассия «вёл себя очень надменно. Он принял наглую позицию превосходства по отношению к местным баронам и не выказывал к ним должного уважения». Получив огромные полномочия, он нажил много врагов среди местного нобилитета. Сын Мелисенды Балдуин III ненавидел его за своё отстранение от власти и за поддержку Мелисенды (Манассия поддержал Мелисенду в 1152 году, когда Балдуин III попытался полностью взять власть в свои руки).
Балдуин короновал себя, и королевство было разделено между ним и матерью, которая управляла Иерусалимом и южной частью королевства. Балдуину достался север королевства, от Тира до Акры. Балдуин назначил своего коннетабля, Онфруа II де Торона, и вскоре напал на юг. Он заставил Манассе покинуть замок Мирабель и отнял Иерусалим у Мелисенды. Манассе был изгнан, его место занял Онфруа II де Торон.
Первая жена — Эльвис, дочь сеньора Рамлы, вдова Балиана д’Ибелина (1115 — после 1158), от неё двое детей. Вторая жена — Аликс де Шини, дочь Альбера графа де Шини, от неё 8 детей.